# Guembelitrioides
Guembelitrioides es un género de foraminífero planctónico de la familia Catapsydracidae, de la superfamilia Globorotalioidea, del suborden Globigerinina y del orden Globigerinida. Su especie tipo es "Globigerinoides" higginsi. Su rango cronoestratigráfico abarca desde el Ypresiense superior (Eoceno inferior) hasta la Luteciense inferior (Eoceno medio).

## Descripción
Guembelitrioides incluía especies planctónicos con conchas trocoespiraladas, de trocospira alta o moderadamente alta, y forma espiroconvexa-globular; sus cámaras eran subesféricas u ovaladas; sus suturas intercamerales eran rectas e incididas; su contorno ecuatorial era lobulado, y subredondeado; su periferia era redondeada; su ombligo era amplio y profundo; su abertura principal era interiomarginal, intraumbilical, con forma de arco asimétrico y rodeada por un labio; podían presentar una o más aberturas secundarias suplementarias en el lado espiral, irregularmente desarrolladas; presentaban pared calcítica hialina, perforada con poros en copa y superficie fuertemente reticulada y espinosa, con crestas interporales pustuladas y bases de espinas.

## Discusión
Clasificaciones posteriores han incluido Guembelitrioides en la familia Globigerinidae.

## Paleoecología
Guembelitrioides incluía especies con un modo de vida planctónico, de distribución latitudinal subtropical a templada, y habitantes pelágicos de aguas intermedias (medio mesopelágico superior).

## Clasificación
Guembelitrioides incluye a las siguientes especies:
- Guembelitrioides higginsi †